# Lesli Myrthil
Lesli J. Myrthil (Spånga, 23 aprile 1977) è un ex cestista svedese.

## Carriera
Con la Svezia ha disputato i Campionati europei del 2003.

## Palmarès
- Campionato svedese: 1

Solna Vikings: 2007-08